# اولیا (لوئیزیانا)
اولیا (به انگلیسی: Olla) شهری در ایالت لوئیزیانا کشور ایالات متحده آمریکا است که جمعیت آن در سرشماری سال ۲۰۱۰ میلادی، ۱٬۳۸۵ نفر بوده‌است.